# Ipiranga
Ipiranga är en kommun i Brasilien.   Den ligger i delstaten Paraná, i den södra delen av landet, 1 100 km söder om huvudstaden Brasília. Antalet invånare är 14 153.
I omgivningarna runt Ipiranga växer i huvudsak städsegrön lövskog. Runt Ipiranga är det glesbefolkat, med 14 invånare per kvadratkilometer.